# Nafsiah Mboi
Andi Nafsiah Walinono Mboi (ur. 14 lipca 1940 w Sengkang) – indonezyjska lekarka; minister zdrowia Indonezji w okresie od 14 czerwca 2012 r. do 20 października 2014 r.